# Stealth Fighter
Stealth Fighter (titulada: Peligro en el aire o Pánico en las alturas en España) es una película estadounidense de acción, drama y suspenso de 1999, dirigida por Jim Wynorski, escrita por Lenny Juliano, T.L. Lankford y John A. Sanders, musicalizada por Alex Wilkinson, en la fotografía estuvo J.E. Bash y los protagonistas son Ice-T, Costas Mandylor y Erika Eleniak, entre otros. El filme fue producido por Cinetel Films, Artisan Entertainment, Grey Matter Entertainment y Stealth Fighter Pictures; se estrenó el 23 de septiembre de 1999.

## Sinopsis
Trata acerca de un expiloto de la marina que roba un potente avión, este quiere atacar las bases militares internacionales de Estados Unidos.